# Familjen Rysberg
Familjen Rysberg är en humoristisk tv-serie skriven av Fredde Granberg och som visas i SVT Barnkanalen med premiär hösten 2015. Serien kretsar kring vampyrfamiljen Rysberg som flyttat från Transsylvanien till Sverige, och deras missöden med kulturkrockar mellan deras gamla monsterliv och vanligt Svenssonliv i den svenska förorten. 
Programmet vann Kristallen 2016 för årets barn- och ungdomsprogram.

## Rollista
- Pappa Drak-Olle, vampyr – Marko Lehtosalo
- Mamma Bettan, vampyr – Petra Mede
- Tonårsdottern Vampyrella, vampyr – Happy Jankell
- Adoptivson Uffe, varulv – Julius Jimenez Hugoson
- Dös-Kalle, skelett i garderoben – Fredde Granberg
- Albett Gaddstein, vampyr (säsong 4) – Martin Nordin
- Moster Bita, vampyr (säsong 4) – Emma Peters

## Gästskådespelare
- Zinat Pirzadeh - Nefertiti
- Sofia Bach - Doris
- Anna Norberg - Reportern
- Johan Hedenberg - Greve Dracula
- Björn Lundqvist - Anton
- Thomas Mattsson - Tandläkaren
- Anneli Martini - Henrietta Blodsdroppe
- Sanna Ekman - Kvinnan på Arbetsförmedlingen
- Nassim Al Fakir - Max Rating
- Patrik Larsson - Raalf
- Jessica Zandén - Ingrid Stålhandske
- Anna Bromée - Jenny Bokvist
- Siw Carlsson - Olga Likström
- Matilda Tjerneld - Jenny Cash
- Thore Flygel - Chefen
- Carina Berg - Inbrottstjuv
- Ola Forssmed - Inbrottstjuv
- Jonatan Ramel - Polis
- William Spetz - Huggo von Bitmarck
- Rickard Olsson - Programledaren
- Dogge Doggelito - Hårace Ulvesson
- Markus Granseth - Bett Karlsson
- Eric Gadd - Eric Gadd
- Kim Sulocki - Anders Hellsing
- Anna Sahlin - Fru Hellsing
- Fia Fång - Inspektören
- Fredrik Hallberg - Micke
- Malena Ernman - Malena Erntand
- Per Andersson - Assistenten
- Rachel Molin - Aorta Venberg
- Jonatan Unge - Frank N. Stein
- Messiah Hallberg - Vladde
- Fredrik Lexfors - Jean-Michelle
- Martin Nordin - Albert Gaddstein
- Anna Blomberg - Kvasta Vårtman
- Katarina Ewerlöf - Demona Rysberg
- Rafael Edholm - Conny
- Rolf Skoglund - Dr Victor Frankenstein
- Cecilia Frode - Igorina
- Ivan Mathias Petersson - Boris
- Fredrik Wagner - Abra Kadaver
- Daniel Nilsson - vampyrdelegat